# Gemarmerde tandkwartel
De gemarmerde tandkwartel (Odontophorus gujanensis) is een vogel uit de familie Odontophoridae. De wetenschappelijke naam van de soort is voor het eerst geldig gepubliceerd in 1789 door Gmelin.

## Voorkomen
De soort komt voor van Costa Rica tot het oosten van Bolivia en telt acht ondersoorten:
- O. g. castigatus: zuidwestelijk Costa Rica en noordwestelijk Panama.
- O. g. marmoratus: oostelijk Panama, noordelijk Colombia en noordwestelijk Venezuela.
- O. g. medius: zuidelijk Venezuela en noordwestelijk Brazilië.
- O. g. gujanensis: zuidoostelijk Venezuela, de Guyana's, Brazilië en noordelijk Paraguay.
- O. g. buckleyi: zuidelijk en oostelijk Colombia, oostelijk Ecuador en noordelijk Peru.
- O. g. rufogularis: noordoostelijk Peru.
- O. g. pachyrhynchus: het oostelijke deel van Centraal-Peru en westelijk Bolivia.
- O. g. simonsi: noordelijk en oostelijk Bolivia.

## Beschermingsstatus
Op de Rode Lijst van de IUCN heeft de soort de status niet bedreigd.